# Mala Sestrica (Rovinj)
Koordinati:   45°02′10″N, 13°40′10″E
Mala Sestrica je majhen nenaseljen otoček ob zahodni obali Istre južno od Rovinja. Otoček leži okoli 0,3 km severozahodno od Velike Sestrice in ima površino 0,022 km². Dolžina obalnega pasu je 0,57 km.